# Plaxtol
Plaxtol is een civil parish in het bestuurlijke gebied Tonbridge and Malling, in het Engelse graafschap Kent.

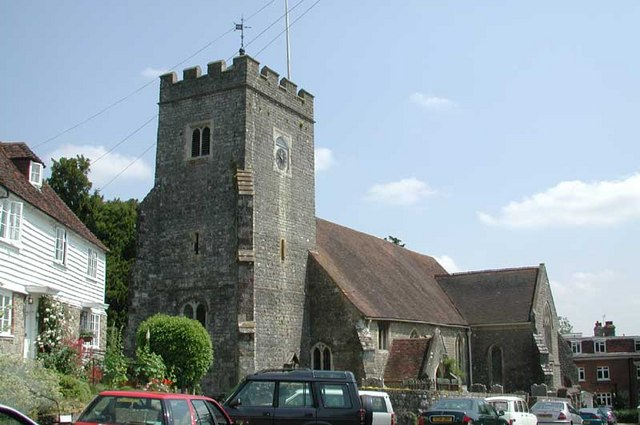
Kerk van Plaxtol